# باغان

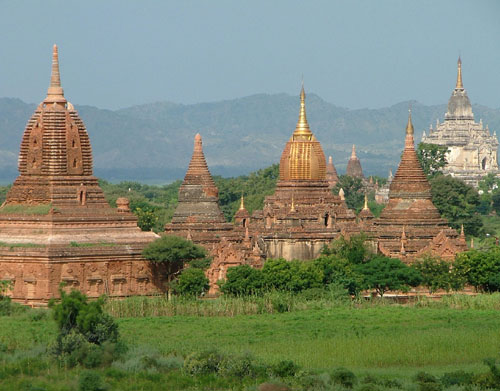
معابد باغان

باغان هي مدينة قديمة تقع في مقاطعة ماندالاي في بورما. كانت المدينة عاصمة مملكة باغان من القرن التاسع إلى الثالث عشر، أول مملكة توحد المناطق التي شكلت لاحقا ميانمار الحديثة.

## المناخ
يظهر الجدول التالي التغييرات المناخية على مدار السنة لباغان:
| البيانات المناخية لـباغان         | البيانات المناخية لـباغان | البيانات المناخية لـباغان | البيانات المناخية لـباغان | البيانات المناخية لـباغان | البيانات المناخية لـباغان | البيانات المناخية لـباغان | البيانات المناخية لـباغان | البيانات المناخية لـباغان | البيانات المناخية لـباغان | البيانات المناخية لـباغان | البيانات المناخية لـباغان | البيانات المناخية لـباغان | البيانات المناخية لـباغان |
| الشهر                             | يناير                     | فبراير                    | مارس                      | أبريل                     | مايو                      | يونيو                     | يوليو                     | أغسطس                     | سبتمبر                    | أكتوبر                    | نوفمبر                    | ديسمبر                    | المعدل السنوي             |
| --------------------------------- | ------------------------- | ------------------------- | ------------------------- | ------------------------- | ------------------------- | ------------------------- | ------------------------- | ------------------------- | ------------------------- | ------------------------- | ------------------------- | ------------------------- | ------------------------- |
| متوسط درجة الحرارة الكبرى °م (°ف) | 32 (90)                   | 35 (95)                   | 36 (97)                   | 37 (99)                   | 33 (91)                   | 30 (86)                   | 30 (86)                   | 30 (86)                   | 30 (86)                   | 32 (90)                   | 32 (90)                   | 32 (90)                   | 32 (91)                   |
| متوسط درجة الحرارة الصغرى °م (°ف) | 18 (64)                   | 19 (66)                   | 22 (72)                   | 24 (75)                   | 25 (77)                   | 25 (77)                   | 24 (75)                   | 24 (75)                   | 24 (75)                   | 24 (75)                   | 22 (72)                   | 19 (66)                   | 23 (72)                   |
| المصدر: www.holidaycheck.com      |                           |                           |                           |                           |                           |                           |                           |                           |                           |                           |                           |                           |                           |

## أعلام
- آناوراهتا

## معرض الصور

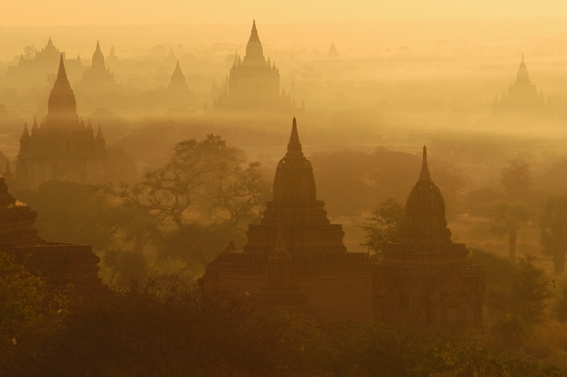
سهول باغان
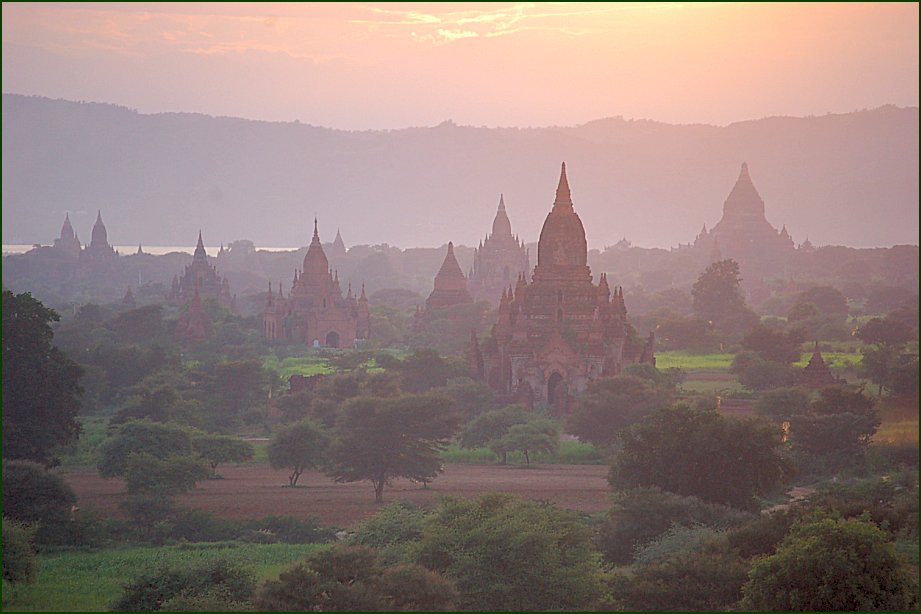
سهول باغان
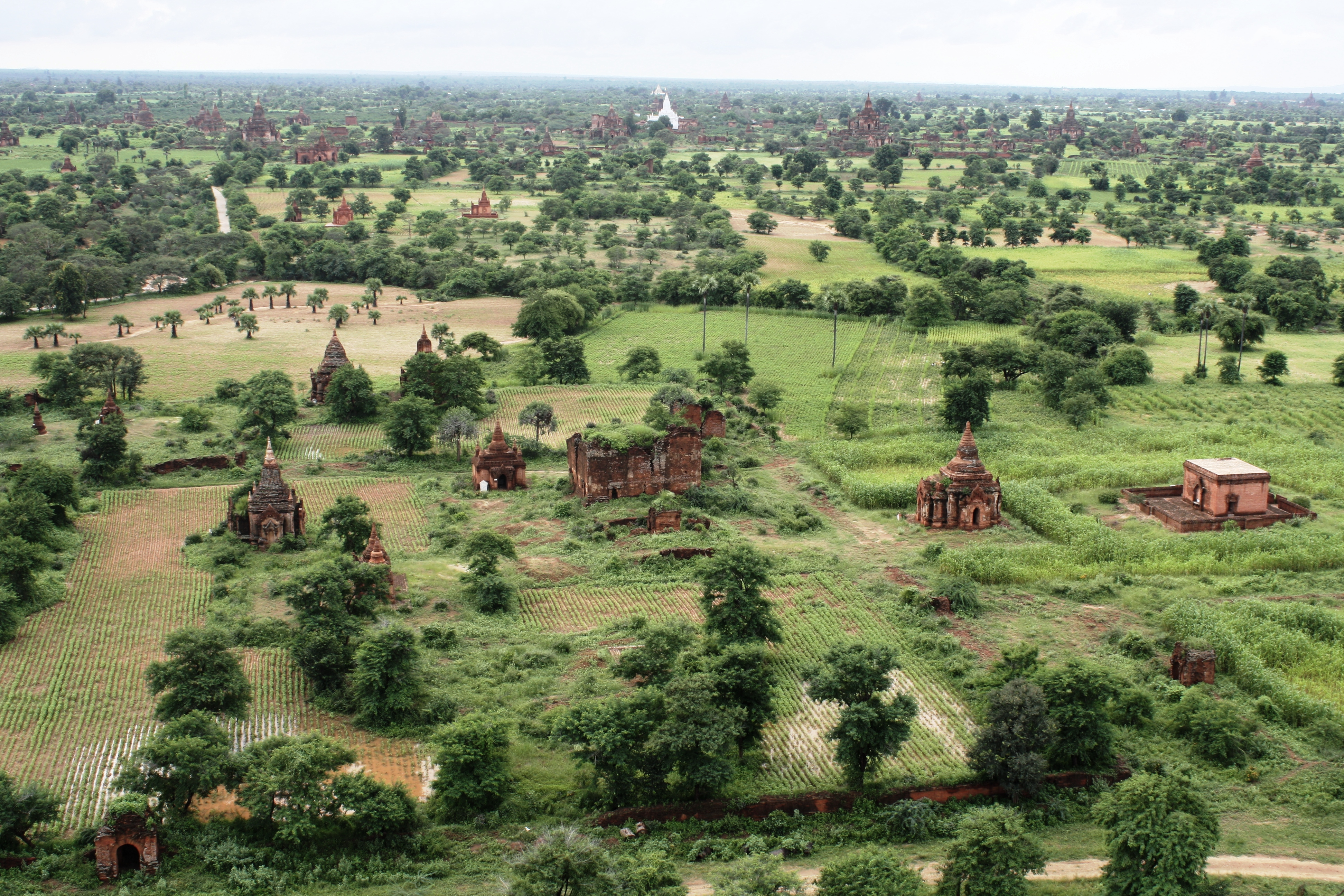
مشهد لِباغان من قمة قلعة
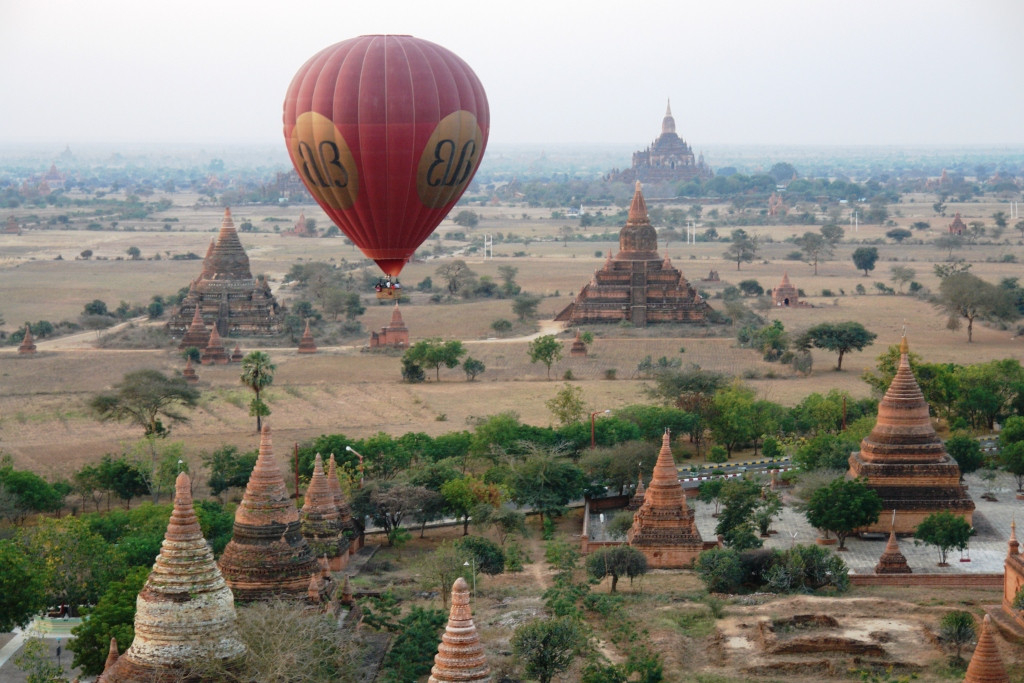
مناظر جوية لِباغان من منطاد الهواء الساخن
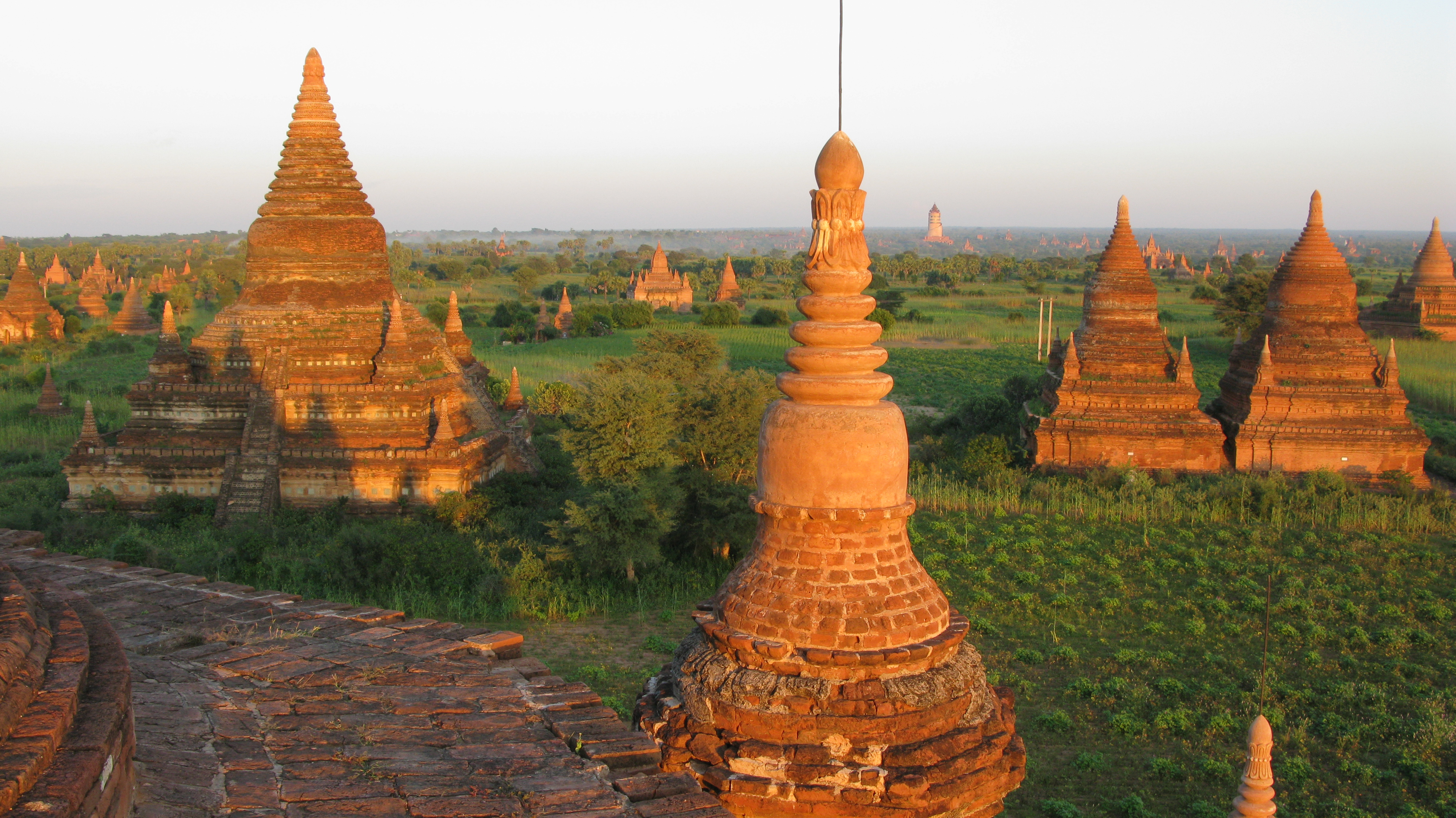
معابد باغان عند غروب الشمس
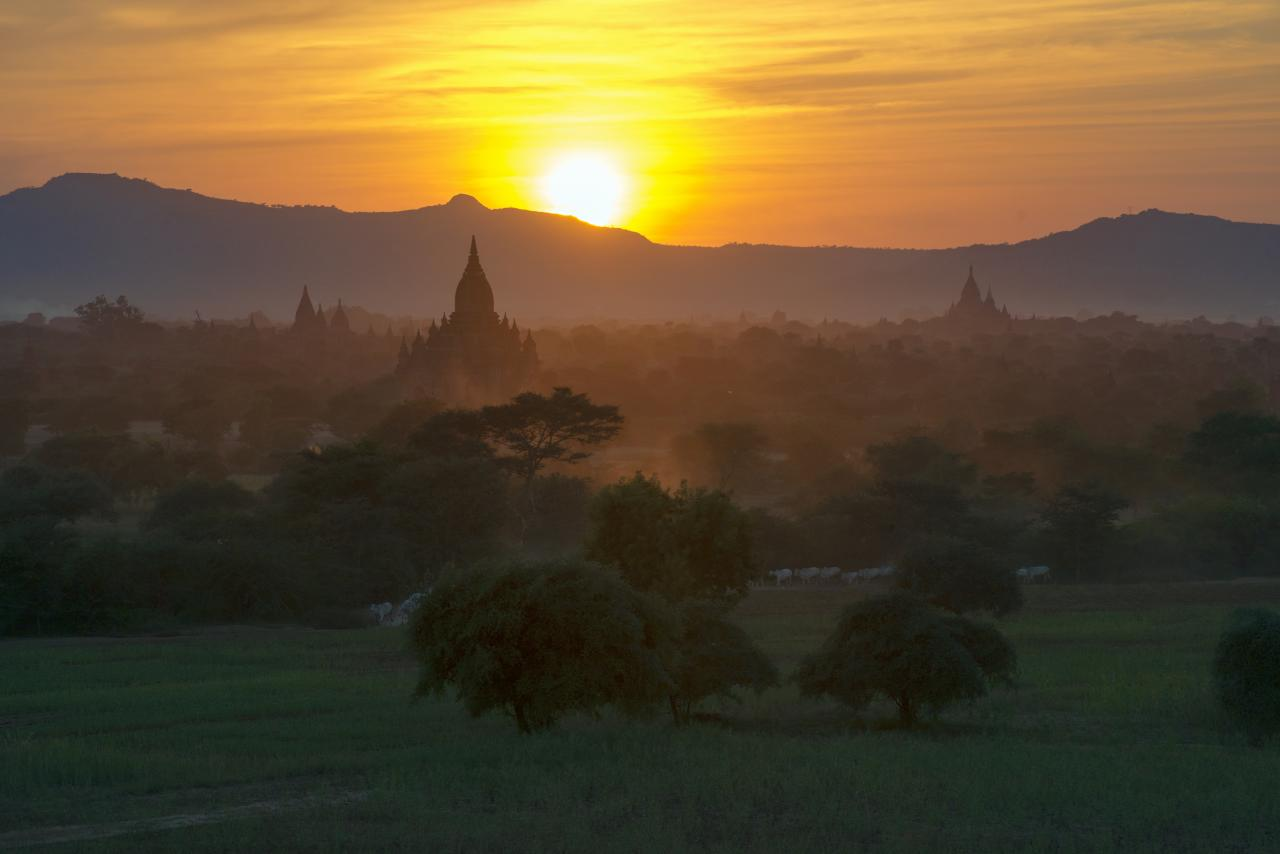
سهول باغان عند غروب الشمس